# Хранислав
Хранислав е български военен предводител, велик примикюр (дворцов маршал) и приближен на цар Ивайло.
Пленен от византийците през 1280 г. прекарва няколко години от живота си в константинополска тъмница. Император Андроник II Палеолог го помилва и удостоява с дворцовата титла велик чауш. Хранислав станал заместник или помощник на византийския велик примикюр и ръководител на дворцовата стража.
Георги Пахимер съобщава, че Хранислав командвал собствен отряд, съставен вероятно от българи. Със своите хора Хранислав участвал в съвместна кампания с каталонската компания срещу турците в Анатолия. През 1304 г. каталаните и придружаващите ги византийски сили разбили турците в битка при Герма (бейлика Гермиян) при което в ръцете им паднала богата плячка. При нейното разпределение избухнала жестока свада, в центъра на която били хората на Хранислав. Роже дьо Флор ги обвинил в ламтеж към чуждото и заповядал да обесят дванайсет души от тях за назидание, обвинявайки ги в малодушие и предателство. Стигнало се до спречкване между двамата командири, след което Роже ранил с меча си Хранислав, който очевидно се противопоставил на действията на водача на каталанската компания. Разяреният каталански водач искал да обеси и самия Хранислав, обвинявайки го че предавал византийските крепости на турците. Византийските офицери се застъпили за Хранислав и екзекуцията се отменила. За живота му насетне няма повече данни. Малко са известни подробностите за Хранислав преди пленяването му от византийците. Византийският историк Георги Пахимер го описва като „войнствен човек, българин по произход“ и един от офицерите и поддръжниците на Ивайло.[2][3][4] Историкът Пламен Павлов теоретизира, че Хранислав трябва да е бил ранен последовател на Ивайло от самото избухване на въстанието му и следователно един от най-доверените му командири. Той смята, че Хранислав е получил византийската заемка на мегас примикерий, след като Ивайло е поставен в столицата Търново.[2]
Хранислав е пленен от войските на Михаил VIII Палеолог (1259–1282), чиито походи срещу България през 1278–1280 се стремят да елиминират Ивайло и да поставят Иван Асен III (1279–1280) на българския престол. Хранислав трябваше да прекара поне няколко години в затвора в Константинопол, преди синът на Михаил и следващият византийски император Андроник II Палеолог да го освободи.[5] Андроник пожелал да се възползва от военните таланти на Хранислав и го издигнал до статут на megas tzaousios. Българските учени тълкуват ролята на мегас цаусий като началник на императорската гвардия[6] и главен помощник на мегас примикерия.[2][3] Всъщност естеството на тази военна длъжност, която произлиза от турския çavuş, „пратеник“, далеч не е ясна.[7]
В новото си задължение като византийски генерал Хранислав е изпратен в северозападна Мала Азия, където основната му задача е защитата на тази провинция срещу настъпващите турци. Той беше подчинен на западния наемник Роджър де Флор и неговата каталунска компания, въпреки че отговаряше за отделна военна част. Неговите сили може да включват българско участие с неизвестен брой.[2][8]
Отрядът на Хранислав участва във византийско-каталонската победа над турците при Герме през пролетта на 1304 г.[4] Разпределението на плячката обаче се оказва основен спор между Роджър и Хранислав. Първият обвини втория в алчност и в последвалия конфликт обеси дванадесет от неговите войници. Роджър дори намушка Хранислав с меча си и щеше да го обеси, ако не беше намесата на други византийски военачалници, които спасиха българина благодарение на неговите „много похвални дела“.[2][8] Нищо не се знае за съдбата на Хранислав след 1304 г., въпреки че не се споменава, че е починал от раните си.[2][8]
Наследство
Хранислав се споменава накратко в повестта на Иван Вазов от 1907 г. „Светослав Тертер“. В една от главите книгата разказва историята на измисления племенник на Хранислав Радоил, разбойник и авантюрист, който се бие срещу татарите на Ногай хан и селджуките. В повестта на Вазов Хранислав е описан като известен герой от времето на Ивайло.[9]